# 戈爾諾扎沃茨克 (彼爾姆邊疆區)
58°23′N 58°19′E / 58.383°N 58.317°E
戈爾諾扎沃茨克（俄语：Горнозаво́дск）是俄羅斯彼爾姆邊疆區東部的一個城市、戈爾諾扎沃茨克區行政中心，距彼爾姆192公里。2023年人口10,890人。
1947年建立，1965年建市。
1. ↑  .   [2024-08-22]. （原始内容存档于2024-04-09）.